# 딩당
딩당(중국어: 丁当, 병음: Dīng Dāng, 1982년 4월 17일 ~ )은 중국의 가수이다.